# イム・セヒョン
イム・セヒョン（林 世賢） は、大韓民国の作曲家。作詞家。

## 経歴
2003年にMBCで放送されたテレビドラマ『宮廷女官チャングムの誓い』で音楽担当となり有名となる。日本では同テレビドラマのエンディングテーマに起用された『オナラ』の作曲家としても知られる。

## 主な作品

### テレビドラマ
MBC
- ホジュン 宮廷医官への道（1999年）

只要一善道/山/送人/イェジン/煙雨/煙雨/思/季節/ゴーイング/送人II/不忍別曲
- 商道（2001年）
- 宮廷女官チャングムの誓い（2003年）

高原/蒼龍Hamangyeon/挿入歌Ⅰ/懐夫歌II/ヨンパップ/ドック/APNA/ダサム/烟濤/何茫然/The legend becomes history/子夜呉歌
- イ・サン（2007年）

サン/霧舞/約束/笛/蝶/Lamento/少女/チャンナビ/奏/龍/鳴/ムルパラム〜水面を渡る風/ソンヨン/ムドギ/約束/ハンア〜私が愛した幼い女官/水
- トンイ（2010年）

SBS
- 薯童謠（2005年）

KBS
- 12月の熱帯夜（2004年）

### 楽曲提供
- 張韶涵
  - 娃娃